# Jack (pel·lícula)
Jack és una pel·lícula estatunidenca dirigida per Francis Ford Coppola, estrenada el 1996. Ha estat doblada al català
Història de Jack, deu anys, el cos del qual envelleix quatre vegades més de pressa que la normal. Aquesta estranya malaltia li dona l'aparença física d'un adult. Dividit entre l'edat que té i l'edat que aparenta, Jack intenta viure de manera normal. Superant la seva diferència, sabrà seduir els nens de la seva edat i fer amics. Sap que la seva existència serà curta, però mai trista.

## Argument
En una festa de Halloween una parella està ballant. La dona (Diane Lane), embarassada, comença a patir contraccions, i van d'emergència a l'hospital juntament amb un parell d'amics. A la sala de parts ella diu que no pot donar a llum ja que tot just està d'uns pocs mesos. Quan arriba el doctor (Allan Rich), li diu a la infermera que el part s'ha avançat. Després de el part porten a al nadó per ser examinat, després de la qual cosa els doctors expliquen als pares el que ha passat. En aquest moment entra un expert (Keong Young), que diu que el nadó està completament sa però que el seu rellotge biològic està avançat, la qual cosa fa que el envelleixi quatre vegades més ràpid del normal i que, si això continua, als 3 anys pot aparentar 12 i als 10 pot aparentar-ne 40.
Efectivament, 10 anys després Jack (Robin Williams) n'aparenta 40 i no va a l'escola, ja que els seus pares (Diane Lane i Brian Kerwin) tenen por que els nens el tractin malament. Finalment, el tutor de Jack (Bill Cosby) els convenç per portar-lo a l'escola. En el seu primer dia, tots els nens l'empipen i marxa plorant a casa. L'endemà, un noi de la sala (Adam Zolotin) el convenç que es faci passar pel director i ho aconsegueix, després de la qual cosa es fa amic de tots entrant a ser membre del seu club. Després arriba el ball de la seva escola i té por de convidar a alguna noia, ja que ell aparenta 40 anys i té por de convidar a nenes normals de 11 anys. Li demana a la seva mestra (interpretada per Jennifer López) que sigui la seva parella, però ella es nega i li diu que no pot ja que és el seu alumne. Jack surt plorant de la sala i corre per les escales, on l'espera el seu amic i Jack rellisca, víctima d'una angina de pit. Es desperta a l'hospital. Quan li donen l'alta es tanca a la seva habitació i tots els nens, volent que torni, toquen i toquen però Jack no vol sortir. Finalment, Jack torna un matí just en el moment en què el seu amic està llegint una redacció sobre ell. La pel·lícula finalitza amb la cerimònia de graduació de Jack de l'escola secundària, en la qual ell, ja amb el cos d'un ancià, pronuncia un discurs i se'n va amb els seus amics a passar el cap de setmana.

## Repartiment
- Robin Williams: Jack Powell
- Diane Lane: Karen Powell
- Brian Kerwin: Brian Powell
- Jennifer Lopez: Mlle Marquez
- Bill Cosby: Lawrence Woodruff
- Fran Drescher: Dolores 'D. D.' Durante
- Adam Zolotin: Louis 'Louie / Lou' Durante
- Todd Bosley: Eddie
- Seth Smith: John-John
- Mario Yedidia: George
- Jeremy Lelliott: Johnny Duffer
- Jurnee Smollett: Phoebe
- Dani Faith: Jane
- Hugo Hernandez: Victor
- Rickey D'Shon Collins: Eric